# Період індукції

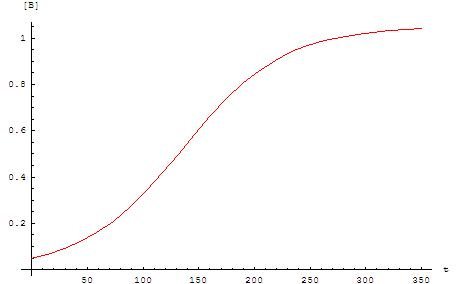
Сигмоїда автокаталізу. При t = 0 до 50 швидкість реакції низька. Після цього реакція прискорюється, поки майже всі реагуючі речовини не прореагують. У цей момент крива швидкості реакції виположується.

Період індукції (англ. induction period) — початкова повільна фаза хімічної реакції, після виходу з якої починається швидкий ланцюговий процес. Часто спостерігається в радикальних реакціях. Це час, який проходить від моменту готовності до реакції (змішані всі реактанти, увімкнене джерело ініціювання реакції i т. п.) до моменту, коли фіксується початок реакції. Визначається наближеними методами. У розгалужених радикально-ланцюгових реакціях період індукції може бути спричиненим:
— наявністю інгібуючих домішок;
— дуже малими початковими концентраціями речовини, яка викликає вироджене розгалуження;
— повільним встановленням стаціонарної концентрації радикалів у вироджено-розгалуженій радикальній реакції з квадратичним обривом ланцюгів.